# .net
Per a l'API de Microsoft vegeu .NET.
.net és un domini de primer nivell genèric que forma part del sistema de dominis d'Internet. El domini .net és administrat per la companyia VeriSign.
.net va ser un dels dominis originals (si bé no s'esmenta en el RFC 920), va ser creat el gener de 1985. Originalment es va orientar el seu ús a entitats d'administració de xarxes, tals com proveïdors d'Internet. Actualment no existeixen requisits particulars per a registrar un domini .net.